# Duarte Coelho
Duarte Coelho (Miragaia, Oporto, ca. 1485-Lisboa, 7 de agosto de 1554) fue militar y administrador colonial portugués. Fue el primer capitán donatario de la capitanía de Pernambuco y fundador de Olinda. 

## Biografía
Era hijo bastardo de Gonzalo Coelho, marino, conquistador y explorador de origen portugués, miembro de una familia antigua de la nobleza agraria de entre Douro e Minho. Sin tener un hogar fijo, fue criado por una tía materna, priora del monasterio de Vila Nova de Gaia. Su padre, Gonzalo Coelho, era secretario de la Real Hacienda y comandante de las expediciones portuguesas al Brasil entre 1501 y 1503, la última en compañía del joven Duarte. Su madre, Catarina Anes Duarte, era plebeya. En 1506, viajó a la India en la armada de D. Fernando Coutinho. Entre 1516 y 1517 fue embajador en Siam (Tailandia). Visitó China, en 1521, proponiendo la construcción de la iglesia de Nuestra Señora de Oiteiro en Malaca. Regresó a Portugal en 1527. En 1531 fue enviado de nuevo a la India. En 1532, recibió el mando de una flota, para expulsar a los franceses de la costa brasileña. Por sus servicios recibió el 10 de marzo de 1534, la donación de 95 km de costa de Brasil, en los actuales Estados de Pernambuco y Alagoas, en la capitanía de Pernambuco, o Nueva Lusitania.

### Llegada a Pernambuco
El 9 de marzo de 1535, Duarte, acompañado por su esposa, doña Brites de Albuquerque, su hermano Jerónimo de Albuquerque, familiares, y un grupo de familias del norte de Portugal, llegaron al asentamiento comercial de Pernambuco para probar suerte en el desarrollo de la industria azucarera de la caña de azúcar.
Llegaron a las costas del canal de Santa Cruz donde había un poblado en el Puerto de San Marcos. Avanzaron hasta la desembocadura del río Igarassu donde fundó la villa del mismo nombre y se enfrentó contra los indios. Construyó la Iglesia de los Santos Cosme y Damián, la primera en Brasil, dándosela a la administración de la ciudad Gonçalves Afonso y, posteriormente, se dirigió hacia el sur.
Con la ayuda de Vasco Fernandes Lucena, que se había relacionado allí con los indios tabajaras en 1537, se trasladó al poblamiento indígena de Marim dos Caetés, fundando en el lugar la villa de Olinda el 12 de marzo de 1537.

### Ingenios azucareros
Aliándose a la tribu de los caetés, de las más combativas de la región, Duarte Coelho esclavizó a las trubus de la región de Sergipe y logró consolidar la capitanía, instalando cultivos de caña de azúcar, tabaco y algodón, y creando los primeros ingenios.
Muchas fueron las luchas entre indios y colonos de Duarte Coelho. Después de la boda de su hermano Jerónimo de Albuquerque con la hija del jefe de los tabajaras, bautizada como María del Espíritu Santo, los indios se aquietaron. Alcanzada la paz, solo quedaba el problema con los franceses, lo que llevó a Duarte Coelho a enviar barcos a lo largo de la costa y comenzar la exploración del río San Francisco con el fin de expulsarlos del área.
De manera sistemática sentó las bases de la industria azucarera, importando nuevas técnicas de explotación de la caña a través de los maestros expertos de la isla de Madeira que le acompañaban. Y, sobre todo, garantizándose las aportaciones económicas de judíos y protestantes neerlandeses, procedentes de la trata de esclavos, para financiar la empresa. Buen organizador, trató de arraigar a los colonos creando plantaciones, importando negros de Guinea, dominando a las tribus rebeldes y protegiendo a sus aliados. Bajo su guía, Pernambuco prosperó económicamente, sobre la base de familias burguesas y de la aristocracia de la región norte de Portugal.

### Enfermedad y muerte
Desde 1549, Brasil estaba dirigido por un Gobernador General con sede en Salvador de Bahía. Por este motivo, el 24 de noviembre de 1550, Duarte Coelho fue relevado de la jurisdicción del primer Gobernador General Tomé de Sousa.
En 1554, Duarte regresó enfermo a Portugal, donde murió, dejando el mando de la capitanía a su esposa doña Brites. Había dirigido su capitanía durante casi 20 años. En el momento de su muerte, dos de sus hijos que estudiaban en Portugal y no acudieron a Brasil hasta un tiempo después, mostraron poco interés por la gestión de la propiedad, por lo que el gobierno tuvo que asumirlo su madre con la ayuda de su hermano, Jerónimo de Albuquerque.
A partir de 1560, los dos hijos de Duarte Coelho, Duarte Coelho de Albuquerque y Jorge de Albuquerque Coelho, tomaron el control de la capitanía. Aunque por poco tiempo; en 1565, Jorge regresó a Portugal y Duarte en 1572. Ambos se incorporaron al ejército del rey Sebastián I, que avanzava  en África. Ambos resultarían gravemente heridos tras la batalla de Alcazarquivir, el 4 de agosto de 1578, y nunca retornarían a Brasil. El último concesionario de la capitanía sería Duarte Coelho de Albuquerque (1591-1658), hijo de Jorge.